# 2019年亚马孙雨林野火
2019年亚马孙雨林野火是在2019年热带旱季发生在亚马逊雨林的数千起的系列独立山火。着火的区域虽集中在巴西亞馬遜社會地理大區，邻近国家玻利维亚、秘鲁和巴拉圭也受到波及，其中单是玻利维亚就失去了7200多平方公里的土地。
尽管每年旱季都会有火灾，2019年的大火在当年7月和8月收到科技界和国际社会的格外关注。巴西国家太空研究院通过卫星侦查得出的数据显示，从当年1月到8月23日，该国共录得至少75336起大火，其中马逊雨林占了4万多起，是自2013年相关数据开始采集起最多的一次。美国国家航空航天局的卫星图像也证实2019年的大火比往年来得更猛烈，印证了国家太空研究院的研究结果。
国家太空研究院及其他专家认为大火，该国为发展牛肉出口产业，利用刀耕火种的方式清理林地和耕地，引发大火。就在火灾不久前，巴西和玻利维亚政府颁布了增加榆林地区农用地和伐木场的面积。自2004年起，巴西采取多种措施减缓亚马逊热带雨林森林砍伐现象的急速增长，但是，2019年伐木规模的过快增长严重威胁能起到气候变化减缓作用的亚马逊盆地，受到环保专家的密切关注。此外，刀耕火种技术及随后的山火可能威胁巴西境内热带雨林土著所保护的土地。
这场大火使得巴西政府在第45屆七大工業國組織會議前夕遭到抨击，其中环保非政府组织与海外省法属圭亚那临近巴西的法国的批评最为猛烈。他们表示新当选的巴西总统雅伊尔·博索纳罗所推行政策弱化热带雨林的保护。博索纳罗和他的内阁驳斥称伐木业有助于重振巴西经济，国家太空研究院的数据是对他的政府所发动的假信息运动。8月初，国家太空研究院发表统计数据表明巴西伐木业持续发展后，博索纳罗旋即开除了该机构主管。随着国际社会的关注日益热切，提议禁止巴西出口，结束欧盟 - 南方共同市场自由贸易协定，巴西联邦政府决定前派遣4.4万军人前去扑火，同时经济部拨款3850万雷亚尔提供支持。
截至8月20日，巴西亚马孙州、朗多尼亚州、马托格罗索州和帕拉州的大火仍持续 。亚马孙州和阿克里州为了救火宣布进入紧急状态。

## 背景
亚马逊雨林面积670 × 106公頃（1.7 × 109英畝），其中60%位于巴西境内。从全球气候的角度来看，亚马逊雨林一直是世界上最大的二氧化碳库，吸收全球大约25%由植物及其他生物生成的二氧化碳。如果没有这个库，二氧化碳在大气中的含量会大幅增加，造成全球气候升温，因此亚马逊的生存能力是全球关注的话题。此外，大火烧森林时，额外的二氧化碳会释放到大气中，可能显著增加大气中的二氧化碳总含量。该区域植物群通过蒸腾作用产生的大量水蒸气会长距离输送到南美洲其他地区，带来降水。由于持续的全球变暖，环境科学家担心亚马逊会不可逆转地衰亡，土地从森林变成热带草原，而人类活动加剧了某些气候变化的条件。
巴西在亚马逊雨林伐木业中起到的角色自20世纪70年代起便是重大问题。自那时起，巴西已消耗了当地12%的森林，面积达77.7 × 106公頃（192 × 106英畝），比美国德克萨斯州面积还要大。大多数的伐木工作是为伐木业采集自然资源，以及为发展农业和矿业腾空土地。世界银行表示，约80%遭砍伐的土地用来养牛。在旱季利用刀耕火种的方式非法烧毁森林，腾出牧场和耕种用地，是当地农民的普遍做法。这样做的部分原因是巴西出口牛肉需求的增长，特别是出口到中国大陆和香港地区的牛肉。巴西是全球最大的牛肉出口国，占全球牛肉交易市场20%。过去20年间，巴西的牛群增加56%，牧场主会等到旱季放火烧林，给牛群放牧时间。虽然这种做法可以进行控制，但是仍会有不熟练的农业引燃山火。欧洲新闻台认为，随着农产业“在亚马逊盆地深入推进，刺激森林砍伐现象”，火山呈现增长趋势。近年，“土地掠夺者”一直在“整个亚马逊地区的巴西土著领地和其他受保护的森林”中非法砍伐森林。
巴西过往曾采取积极主动的做法应对滥砍乱伐。2004年，巴西政府成立《亚马逊森林砍伐预防和控制联邦行动计划》（Federal Action Plan for Prevention and Control of Deforestation），订立利用土地使用规范、环球监测和可持续活动减少森林砍伐的目标，促进联邦层面和私人层面的伙伴合作关系，利用法律处罚违反人士。巴西还投入了更有效的措施对付山火，其中在2012年引入消防飞机。2014年，美国国际开发署教授土著民扑火方法。《联邦行动计划》执行使得2012年亚马逊的森林砍伐率较2004年下降83.5%。2014年，巴西陷入严重的经济危机，为了重振经济，该国大力发展牛肉和大豆出口，森林砍伐率发生根本性转变。
巴西国家太空研究院为配合行动计划，开始开发检测亚马逊雨林的系统。这个名叫“亚马逊伐木现象卫星监测计划”（Amazon Deforestation Satellite Monitoring Project）的其中一项措施是利用极为详细的卫星图像，每年计算大火数量和毁林造成的损失。2015年，太空研究院再启动五个补充计划，更实时地监测伐木业，其中一项计划是建立“实时毁林检测系统”卫星预警系统”，以15天的周期捕获山火事件，这些数据会每天在巴西环境研究所政府网站上实时更新，后来用来佐证更准确的监测计划年度数据。

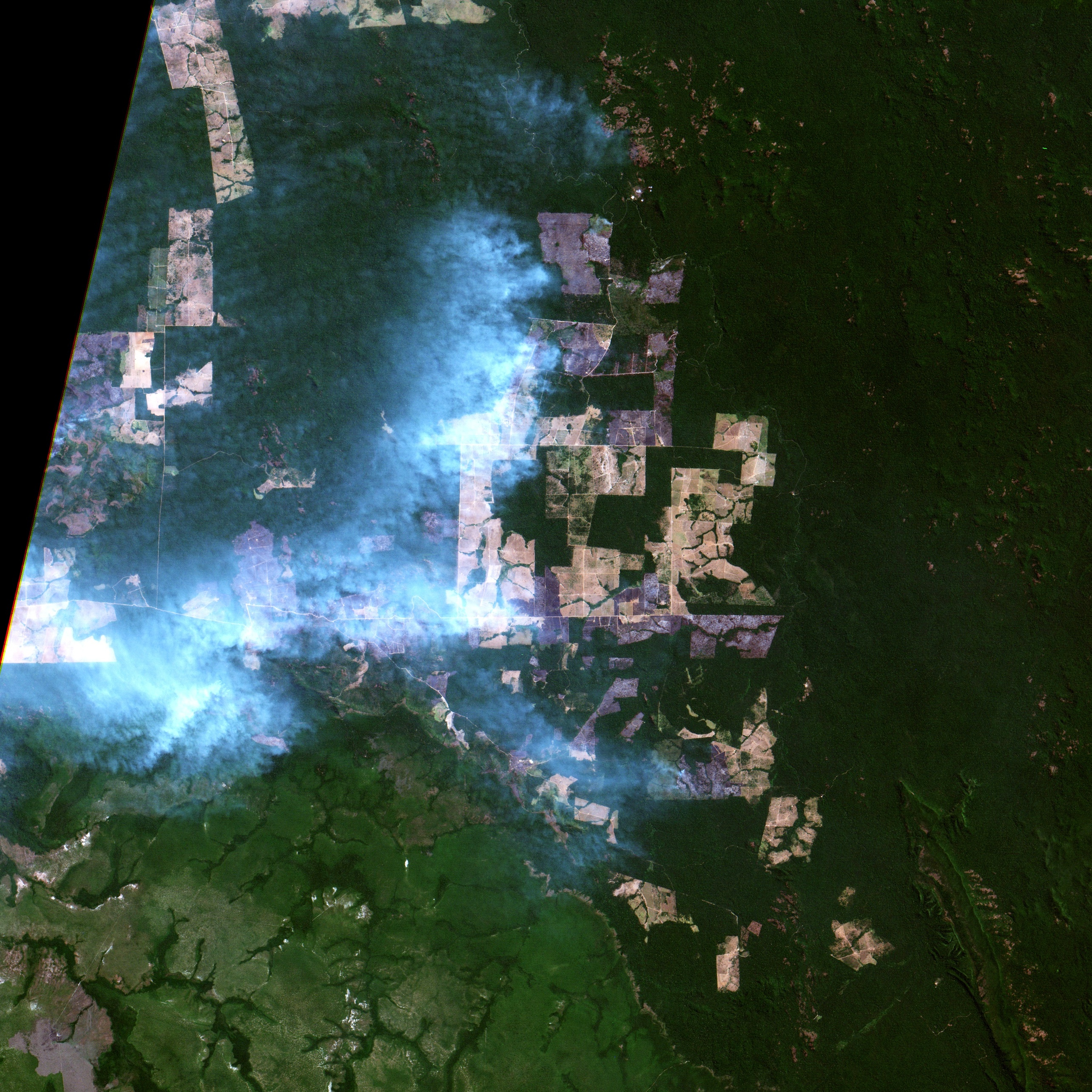
2019年8月巴西帕拉州南部发生农业火灾。

到2017年12月，巴西国家太空研究院完成现代化进程并扩充体系，分析分享森林火灾数据。研究院推出全新的TerraMA2Q平台软件，包括“不规则火灾”的监测火灾数据。尽管自1998年以来国家太空研究院能够提供区域火灾数据，现代化改善了通道。监测和扑灭火灾的机构包括巴西联邦环境和可再生资源局（Brazilian Federal Environment and Renewable Resources Agency）以及州当局。研究院每天从10颗境外卫星接收图像，包括隶属于美国航空航天局地球观测系统的Terra卫星和Aqua卫星。
2018年10月，雅伊尔·博索纳罗当选巴西总统，并于2019年1月上任后，他的政府便着手改变政策，削弱雨林保护，支持农民继续采用刀耕火种方式清理土地，因此加速了前几年的森林砍伐现象。土地掠夺者利用博索纳罗的选举延长他们在之前被亚马孙州阿普里纳族孤立的土地，而全球最大未毁雨林常备地就在当地。博索纳罗一上任，便削减了环境执法机关2300万美元的经费，这样他们就很难投入力量规范毁林。博索纳罗政府还对环保机关进行拆分，将政府的部分控制权放到由农业游说力量主导的农业部，直接削弱对自然保护区和土著民领土的保护，鼓励企业积极向实行可持续林业管理政策的地区起诉索赔。
美国航空航天局戈达德太空飞行中心生物圈科学实验室（Biospheric Sciences Laboratory）主管道格·莫顿（Doug Morton）解释了他所说的“21世纪刀耕火种”，亚马逊地区最先以“连着铁链的推土机和巨型拖拉机”拉倒的参天大树，以及之后几个月焚烧树干杀掉了“大量生物质”。莫顿表示清理后的土地用来生产巴西主要出口商品牛及大豆。他表示这个过程是“一箭双雕”。正监视亚马逊的科学家对火灾并不震惊，他们在5月、6月和7月看到森林砍伐现象增加，便估计几个月后将发生大火。

## 大火

### 巴西
尽管有联邦行动计划的权威，自2013年起，国家每年1月1日到8月22日间录得的大火数量从35000起到70000起不等。尽管亚马逊地区的山火可能是自然引发，但与加利福尼亚州或澳大利亚大火比起来几率要小。国家太空研究院的阿尔贝托·瑟特泽（Alberto Setzer）估计亚马逊盆地99%的山火是人类活动的结果，不管它是故意引发还是意外所致。此外，尽管前些年全球气温升高，温暖天气不太可能引发山火，不过温暖天气一旦开始就会加剧火灾，因为更干燥的生物质促进火势蔓延。此外，显示人类活动造成的大火其他卫星图像证据表明，这些活动集中在道路附近及现存的农业地区，而不是山林的偏远地带。
太空研究院警告巴西政府，2019年6月到8月的火灾数量增长率超过正常水平。当年前四个月的气温比平时要潮湿，阻碍了放火烧林的作用。然而，5月份旱季开始，山火的数量迅速增长。研究院6月表示每年火灾的发生率增加88%。7月份森林砍伐率进一步上升，研究院估计该月砍伐面积为1,345平方（519平方英里；134,500公頃；332,000英畝），到月底已经超过大伦敦面积。
2019年8月，山火宗数大幅增加。11日，亚马孙州进入紧急状态。阿克雷州16日拉向环境警告。8月初，帕拉州当地农民在当地报刊刊登广告，呼吁8月10日举行“大火之日”行动，趁着政府不大可能出手干预进行大规模的放火烧山。不久后，当地的山火宗数果然增加。
到8月20日，亚马逊雨林共发生39194起山火，比2018年同期增加77%。然而，美国国家航空航天局资助的非政府组织全球火灾排放数据库（Global Fire Emissions Database）显示2018年的火灾数量异常的低，2004年到2005年的历史数据是它的两倍。研究院报告巴西全境至少发生74155起火灾，比2018年同期的增加84%。航空航天局最初在8月将中分辨率成像光谱仪卫星最近的数据与过去15年的历史数据作比较，数据显示亚马逊州和朗多尼亚州的年均数高于平均水平，但马托格罗索州和帕拉州的平均数低于平均水平。但后来航空航天局澄清，之前评估的数据集在8月16日之前采集。8月26日，他们纳入了最近的卫星图像，确认火灾数量高于往年。

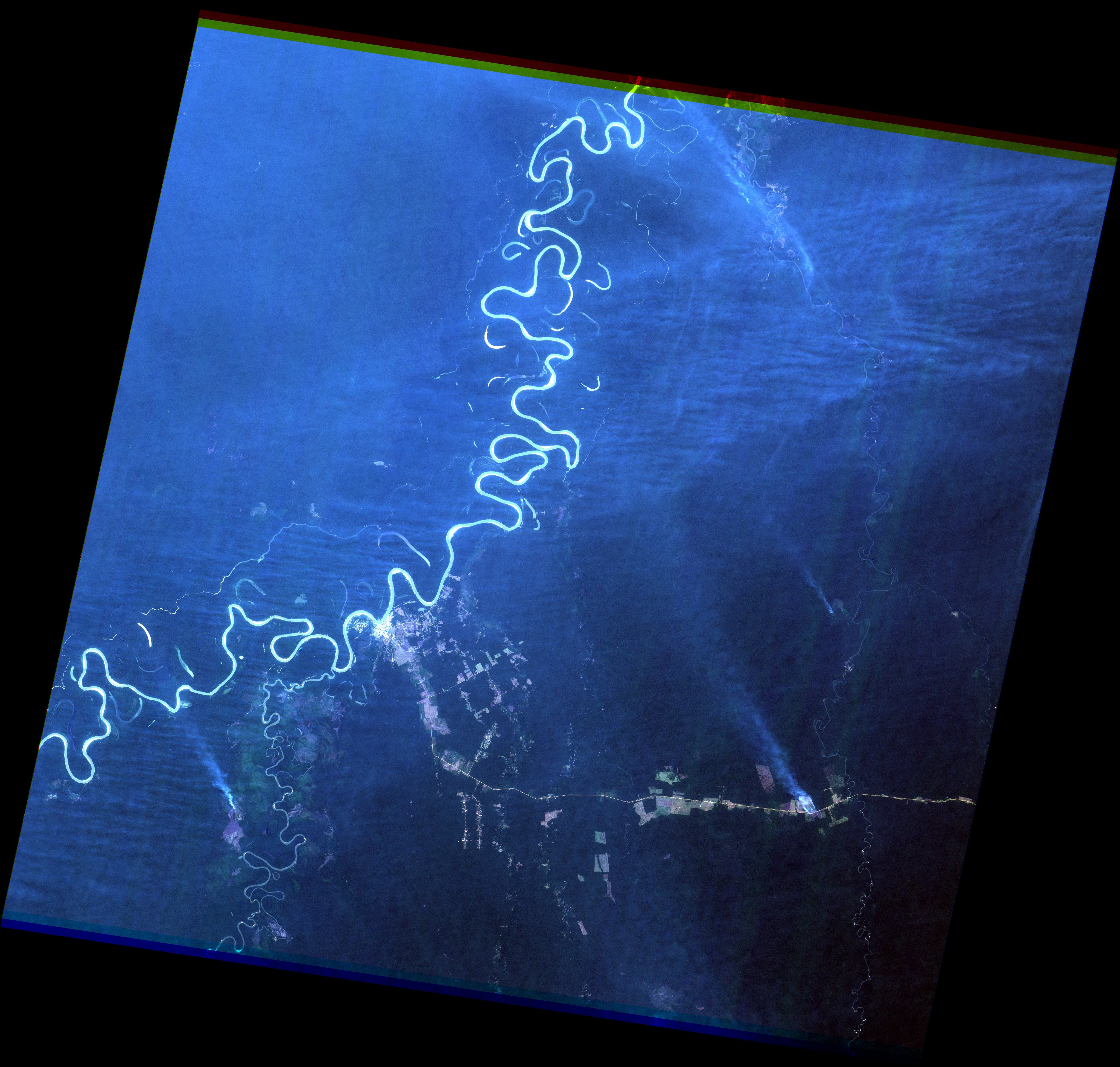
巴西国家太空研究院拍摄的亚马逊州卡努塔马和拉布里亚之间的普魯斯河70×70卫星图像。

|                | 巴西国家太空研究院从每年1月1日到8月26日检测到的山火總数 | 巴西国家太空研究院从每年1月1日到8月26日检测到的山火總数 | 巴西国家太空研究院从每年1月1日到8月26日检测到的山火總数 | 巴西国家太空研究院从每年1月1日到8月26日检测到的山火總数 | 巴西国家太空研究院从每年1月1日到8月26日检测到的山火總数 | 巴西国家太空研究院从每年1月1日到8月26日检测到的山火總数 | 巴西国家太空研究院从每年1月1日到8月26日检测到的山火總数 | 巴西国家太空研究院从每年1月1日到8月26日检测到的山火總数 | 巴西国家太空研究院从每年1月1日到8月26日检测到的山火總数 | 巴西国家太空研究院从每年1月1日到8月26日检测到的山火總数 | 巴西国家太空研究院从每年1月1日到8月26日检测到的山火總数 | 巴西国家太空研究院从每年1月1日到8月26日检测到的山火總数 | 巴西国家太空研究院从每年1月1日到8月26日检测到的山火總数 |
| 年份州份       | 2013                                                    | 增长                                                    | 2014                                                    | 增长                                                    | 2015                                                    | 增长                                                    | 2016                                                    | 增长                                                    | 2017                                                    | 增长                                                    | 2018                                                    | 增长                                                    | 2019                                                    |
| -------------- | ------------------------------------------------------- | ------------------------------------------------------- | ------------------------------------------------------- | ------------------------------------------------------- | ------------------------------------------------------- | ------------------------------------------------------- | ------------------------------------------------------- | ------------------------------------------------------- | ------------------------------------------------------- | ------------------------------------------------------- | ------------------------------------------------------- | ------------------------------------------------------- | ------------------------------------------------------- |
| 阿克里州       | 782                                                     | 47%                                                     | 1,150                                                   | 43%                                                     | 1,649                                                   | 72%                                                     | 2,846                                                   | –57%                                                    | 1,204                                                   | 3%                                                      | 1,246                                                   | 134%                                                    | 2,918                                                   |
| 阿拉戈斯州     | 128                                                     | –9%                                                     | 116                                                     | 69%                                                     | 197                                                     | –60%                                                    | 78                                                      | 5%                                                      | 82                                                      | –19%                                                    | 66                                                      | 10%                                                     | 73                                                      |
| 亚马孙州       | 1,809                                                   | 117%                                                    | 3,927                                                   | 13%                                                     | 4,457                                                   | 22%                                                     | 5,475                                                   | 4%                                                      | 5,730                                                   | –38%                                                    | 3,508                                                   | 117%                                                    | 7,625                                                   |
| 阿馬帕州       | 28                                                      | 75%                                                     | 49                                                      | 4%                                                      | 51                                                      | –13%                                                    | 44                                                      | –43%                                                    | 25                                                      | 88%                                                     | 47                                                      | –48%                                                    | 24                                                      |
| 巴伊亞州       | 2,226                                                   | –26%                                                    | 1,631                                                   | 12%                                                     | 1,836                                                   | 42%                                                     | 2,614                                                   | –37%                                                    | 1,634                                                   | –21%                                                    | 1,280                                                   | 86%                                                     | 2,383                                                   |
| 塞阿腊州       | 281                                                     | 12%                                                     | 316                                                     | 14%                                                     | 361                                                     | 36%                                                     | 493                                                     | –57%                                                    | 209                                                     | 84%                                                     | 385                                                     | –15%                                                    | 327                                                     |
| 聯邦區         | 60                                                      | 130%                                                    | 138                                                     | –57%                                                    | 59                                                      | 179%                                                    | 165                                                     | –31%                                                    | 113                                                     | –63%                                                    | 41                                                      | 65%                                                     | 68                                                      |
| 圣埃斯皮里图州 | 186                                                     | –35%                                                    | 120                                                     | 119%                                                    | 263                                                     | 40%                                                     | 370                                                     | –76%                                                    | 87                                                      | 2%                                                      | 89                                                      | 157%                                                    | 229                                                     |
| 戈亚斯州       | 1,406                                                   | 56%                                                     | 2,202                                                   | –24%                                                    | 1,658                                                   | 53%                                                     | 2,540                                                   | –22%                                                    | 1,963                                                   | –28%                                                    | 1,398                                                   | 27%                                                     | 1,786                                                   |
| 马拉尼昂州     | 4,427                                                   | 89%                                                     | 8,375                                                   | –1%                                                     | 8,229                                                   | –13%                                                    | 7,135                                                   | –29%                                                    | 5,000                                                   | –4%                                                     | 4,760                                                   | 17%                                                     | 5,596                                                   |
| 米纳斯吉拉斯州 | 2,067                                                   | 48%                                                     | 3,067                                                   | –44%                                                    | 1,710                                                   | 83%                                                     | 3,134                                                   | –30%                                                    | 2,179                                                   | –24%                                                    | 1,647                                                   | 77%                                                     | 2,919                                                   |
| 南马托格罗索州 | 1,421                                                   | –28%                                                    | 1,017                                                   | 112%                                                    | 2,165                                                   | 14%                                                     | 2,486                                                   | 3%                                                      | 2,583                                                   | –54%                                                    | 1,171                                                   | 285%                                                    | 4,510                                                   |
| 马托格罗索州   | 8,396                                                   | 40%                                                     | 11,811                                                  | –21%                                                    | 9,278                                                   | 56%                                                     | 14,496                                                  | –31%                                                    | 9,872                                                   | –19%                                                    | 7,915                                                   | 95%                                                     | 15,476                                                  |
| 帕拉州         | 3,810                                                   | 145%                                                    | 9,347                                                   | –6%                                                     | 8,776                                                   | 0%                                                      | 8,704                                                   | 25%                                                     | 10,919                                                  | –62%                                                    | 4,068                                                   | 164%                                                    | 10,747                                                  |
| 帕拉伊巴州     | 72                                                      | 75%                                                     | 126                                                     | –35%                                                    | 81                                                      | –4%                                                     | 77                                                      | –48%                                                    | 40                                                      | 100%                                                    | 80                                                      | 1%                                                      | 81                                                      |
| 伯南布哥州     | 174                                                     | –2%                                                     | 170                                                     | 43%                                                     | 244                                                     | –58%                                                    | 102                                                     | 22%                                                     | 125                                                     | –18%                                                    | 102                                                     | 29%                                                     | 132                                                     |
| 皮奧伊州       | 1,666                                                   | 122%                                                    | 3,708                                                   | –23%                                                    | 2,840                                                   | –2%                                                     | 2,765                                                   | –36%                                                    | 1,749                                                   | 104%                                                    | 3,569                                                   | –21%                                                    | 2,818                                                   |
| 巴拉那州       | 1,361                                                   | –9%                                                     | 1,227                                                   | 0%                                                      | 1,234                                                   | 52%                                                     | 1,877                                                   | –9%                                                     | 1,698                                                   | –9%                                                     | 1,531                                                   | 18%                                                     | 1,810                                                   |
| 里约热内卢     | 192                                                     | 133%                                                    | 448                                                     | –21%                                                    | 354                                                     | 7%                                                      | 379                                                     | –33%                                                    | 251                                                     | –42%                                                    | 144                                                     | 175%                                                    | 396                                                     |
| 北里约格朗德州 | 71                                                      | –7%                                                     | 66                                                      | 28%                                                     | 85                                                      | –32%                                                    | 57                                                      | 21%                                                     | 69                                                      | 44%                                                     | 100                                                     | –32%                                                    | 68                                                      |
| 朗多尼亚州     | 817                                                     | 266%                                                    | 2,990                                                   | 31%                                                     | 3,934                                                   | 10%                                                     | 4,349                                                   | –16%                                                    | 3,624                                                   | –37%                                                    | 2,270                                                   | 183%                                                    | 6,441                                                   |
| 羅賴馬州       | 951                                                     | 85%                                                     | 1,759                                                   | –14%                                                    | 1,499                                                   | 136%                                                    | 3,541                                                   | –82%                                                    | 622                                                     | 218%                                                    | 1,982                                                   | 132%                                                    | 4,608                                                   |
| 南里奥格兰德州 | 890                                                     | 69%                                                     | 1,505                                                   | –40%                                                    | 901                                                     | 188%                                                    | 2,601                                                   | –37%                                                    | 1,619                                                   | –35%                                                    | 1,039                                                   | 95%                                                     | 2,029                                                   |
| 圣卡塔琳娜州   | 969                                                     | –32%                                                    | 652                                                     | 0%                                                      | 646                                                     | 147%                                                    | 1,600                                                   | –29%                                                    | 1,133                                                   | –22%                                                    | 883                                                     | 25%                                                     | 1,107                                                   |
| 塞尔希培州     | 155                                                     | –56%                                                    | 68                                                      | 122%                                                    | 151                                                     | –53%                                                    | 71                                                      | –4%                                                     | 68                                                      | 11%                                                     | 76                                                      | –18%                                                    | 62                                                      |
| 聖保羅         | 1,385                                                   | 81%                                                     | 2,515                                                   | –54%                                                    | 1,148                                                   | 100%                                                    | 2,302                                                   | –29%                                                    | 1,613                                                   | 37%                                                     | 2,212                                                   | –26%                                                    | 1,616                                                   |
| 托坎廷斯州     | 4,436                                                   | 38%                                                     | 6,132                                                   | –16%                                                    | 5,130                                                   | 55%                                                     | 7,962                                                   | –31%                                                    | 5,461                                                   | –25%                                                    | 4,047                                                   | 59%                                                     | 6,436                                                   |
| 总计           | 40,166                                                  | 60%                                                     | 64,632                                                  | –8%                                                     | 58,936                                                  | 32%                                                     | 78,263                                                  | –23%                                                    | 59,672                                                  | –23%                                                    | 45,656                                                  | 80%                                                     | 82,285                                                  |

### 玻利维亚
7.7%的亚马逊雨林位于玻利维亚境内（58.4%位于巴西），亚马逊盆地另有七个国家。玻利维亚的亚马逊雨林占地19,402,388公頃（47,944,345英畝），占玻利维亚37.7%的森林、17.7%的土地。而玻利维亚森林占地51,407,000公頃（127,029,463英畝），包括赤奇塔诺干燥林。
玻利维亚损失650 × 103 ha（1.6 × 106 acre）亚马逊雨林和赤奇塔诺干燥林，大多数集中在圣克鲁斯省。和巴西的大火一样，这类火灾在旱季出现，但2019年的火灾数量比前年要多。8月，大火已经“遍布四个州份”。猎豹、貘等数十个物种受到威胁 。
8月18日到23日，赤奇塔诺干燥林损失800,000公頃（1,976,843英畝）的树林，这比两年内全国范围受损的森林还多。24日，火灾已经毁掉2,500,000英畝（1,011,714公頃）的林地，是18日的两倍。25日，4000名政府官员和志愿者参与扑火。26日，玻利维亚情报局表示大火摧毁玻利维亚1,800,000英畝（728,434公頃）的大草原和热带森林 。
总统埃沃·莫拉莱斯没有理会火灾。总统参谋长胡安·昆塔纳（Juan Quintana）最初表示不需要“外国消防协助”。8月18日，莫拉莱斯调遣士兵和三架直升机扑救面积堪比俄勒冈州的大火。8月21日，莫拉莱斯联系到全球最大的消防飞机波音747超級滅火機从美国出发，前往扑火。
政府一直想确定起火原因，玻利维亚土地管理部门将87％的火灾归咎于农民非法砍伐和烧毁。多家非政府组织表示“自从政府2015年给农民增加四倍伐木场面积，滥砍乱伐现象增加200%。土地管理部门认为环境执法不严导致增长。”
埃沃·莫拉莱斯总统的反对者指称，他在2019年7月颁布第3973号最高法令进一步增加亚马逊地区牛肉生产，是玻利维亚火灾的主要成因。圣克鲁斯省是农业和养牛重镇。莫拉莱斯表示西班牙、智利和巴拉圭政府已经与他联系，为解决火灾提供帮助。
Probioma的米格尔·克雷斯波（Miguel Crespo）表示：“玻利维亚的森林可能需要长达200年才能恢复。我从未见过如此规模的环境悲剧......政府引爆了一场环境灾难。在很大程度上，这场悲剧是国家民粹主义和农业综合企业发展愿景的结果。”

### 其他国家
玻利维亚、秘鲁和巴拉圭境内的亚马逊雨林及周边地区受巴西山火下游影响也出现山火，但许多山火是季节性的，与巴西的山火无关。
秘鲁的马德雷德迪奥斯大区出现独立的山火，不过地方政府表示大火与巴西的无关。2019年8月共报告128起森林大火  。
巴拉圭联邦政府宣布上巴拉圭省和受联合国教科文组织保护的潘塔納爾濕地进入火灾紧急状态。巴拉圭总统马里奥·阿夫多·贝尼特斯密切联系玻利维亚的莫拉莱斯，协调应对工作。巴拉圭潘塔纳尔湿地在2019年8月17日到24日的大火中失去了39,000公頃（96,000英畝）的土地。亞松森大学代表感叹这场灾难未能像亚马逊那样引起媒体关注。官方数据称，今年前八个月巴西共发现超过 75,000 起森林火灾，为 2013 年以来的最高数字。去年同期记录的火灾数量不超过 40,000

## 影响

### 媒体报道
尽管国际消息来源之前已报道太空研究所的数据，主流媒体到2019年8月20日才开始报道大火。当天，朗多尼亚州和亚马孙州大火造成的烟尘飘到了距亚马逊盆地 2,800（1,700英里）的东海岸城市圣保罗，天空被黑暗笼罩。美国国家航空航天局和美国国家海洋和大气管理局也发布卫星图像，显示大火产生的烟云在太空也能看到，这个结果也和国家太空研究院的研究一致。研究院和航空航天局的数据，还有山火及其影响的照片，引起国际关注，成为热度不断提升的社交媒体议题，部分国家领导人、名流和运动员都纷纷表达关切。不过，社交媒体上流传的部分照片，实际上是亚马逊或其他地区的火灾。对此，法新社和《秘鲁商报》发布指南，教导人们如何对误导性照片进行事實查核。
玻利维亚、秘鲁和巴拉圭境内的亚马逊雨林大火的报道，明显被亞馬遜社會地理大區的大火和国际影响盖过。前不久格陵兰岛和2019年塞伯利亚大火因为6月和7月的全球平均气温升高而起火，也被亚马逊转移走视线 。Vox认为，所有同时发生的大火中，亚马逊雨林的大火是最“让人忧虑的”。

### 环境

大气红外探测仪拍摄图像，显示2019年8月8日至22日在巴西亚马逊地区火灾引起的一氧化碳。

卫星图像显示，大火释放的大量二氧化碳和一氧化碳不断扩散到周边国家。欧盟哥白尼气候变化服务称火灾产生的一氧化碳和二氧化碳排放量“明显飙升”。

### 土著
除了环境影响，引发山火的刀耕火种也威胁到热带雨林附近或内部原住民。博索纳罗公开反对1988年巴西宪法所写的尊重土著民划定土地的需要。原住民代表表示，农民、伐木工和矿工在政府政策鼓励下，有时采取暴力手段迫使他们离开自己的土地，认为他们的手段等同于种族灭绝。部分部落发誓要对付那些砍伐森林的人士，保护土地。

### 生物多样性
科学家担忧大火造成大量动物死亡，完全破坏它们的自然栖息地，也破坏了之前大片森林土地形成的所有自然天气模式 。美国俄亥俄州立大学环境与自然资源学院副教授马泽卡·苏利文（Mazeika Sullivan）解释称，由于亚马逊的许多动物不适应这非比寻常的大火，短期内会有大量野生生物死亡。不幸的是，体重小、缺乏流动性的树懒、蜥蜴、食蚁兽和青蛙的死亡数目可能会比其他种群要多。像是弥尔顿伶猴和米拉柽柳猴等特有物种据称被火灾围困。此外，由于大火将水的化学物转变成不适合生物生存的状态，水生生物也受到影响，而且长期的结果可能更具灾难性。亚马逊雨林的部分稠密林冠被大火摧毁，从而暴露生态系统的较低层次，从而改变食物链的能量流。

## 各界反应

### 巴西政府
2019年8月之前的几个月，博索纳罗屡次嘲笑国际社会和环保组织认为他的重商行为造成森林砍伐的观点。到8月，博索纳罗自称“电锯队长”（Captain Chainsaw），断言国家太空研究院的研究数据不準確。7月研究院宣布森林大火增加88%后，他表示“数字是假的”，还开除了研究院院长里卡多·加尔沃。他认为，加尔沃利用这些数据发动“反巴西运动”，火灾系环保非政府组织故意造成，不过他没有拿出证据证明这些指控。世界自然基金会巴西分部、绿色和平和巴西环境保护研究院等非政府组织纷纷站出来批评博索纳罗的言论。
8月22日，博索纳罗直接表示巴西没有救火的资源，因为“亚马逊比欧洲还大，你怎能在这样的地方扑救刑事火灾？”
历史上，由于森林是巴西经济的关键部分，巴西一直密切观察国际社会对亚马逊大区的干预。到了博索纳罗政府，他们也继续公开反对国际社会关注情况。博索纳罗认为法国总统埃马纽埃尔·马克龙的评论，语气上“耸人听闻”，指控他插手地方问题。对于马克龙和德国总理安格拉·默克尔，博索纳罗表示：“他们还没意识到巴西正处在新的方向，那就是现在的总统忠诚于认为亚马逊是我们的，认为恶劣的巴西人不能发布虚假数据反对巴西的巴西人。”博索纳罗政府外交部长埃内斯托·阿劳约也谴责国际社会谴责博索纳罗对野火的回应，认为这是“野蛮、不公平”对待博索纳罗和巴西。阿劳约表示：“博索纳罗政府正重建巴西”，外国势力利用“环境危机”作为武器遏制重建工程。前巴西军队指挥官爱德华多·维拉斯·博阿斯（Eduardo Villas Bôas）认为像是马克龙及加拿大总理贾斯汀·特鲁多直接挑战“巴西主权”，会受到军事回应。
在国际社会不断施加压力下，博索纳罗似乎願意采取主动控制火情，对环境犯罪“零容忍”。8月24日，他与巴西军方合作对抗大火，联合参谋队成员劳尔·布里格中尉（Raul Botelho）表示要政府这样做是要制作“积极看法”。军方支持包括43000名士兵及四架消防飞机，以及1570万美元的救火行动资金。军方最初只在朗多尼亚州救火，但国防部表示会支持七个受火灾影响州份的支持。
众议院主席罗德里戈·玛雅将组建议会委员会负责监督这个问题。此外，他表示议会将在几天内举办总委员会，评估情况，给政府提供解决方案。
环球电视网乡村频道的报道称，一个70人的WhatsApp群组被指与火灾有关，博索纳罗下令联邦警察开始调查。
8月29日，博索納羅在各界壓力下宣佈巴西全國在60日內不得以焚燒林木的方式清理農地。

### 国际社会
国际领导人和环保非政府组织就巴西境内的大火谴责博索纳罗总统。部分国外政府和环保团体担忧博索纳罗对雨林的立场以及政府没有尝试减慢火势。由于领土法属圭亚那离巴西很近，法国总统马克龙的发声最多。他表示，亚马逊大火是“国际危机”，认为雨林生产“全球20%的氧气”（学者质疑这个论调）：“从字面意义上说，我们的家园正在燃烧。”
而对大火的讨论也进入到欧盟与阿根廷、巴西、乌拉圭和巴拉圭贸易集团南方共同市場的欧盟-南方共同市场自由贸易协定的最后轮谈判。由于大火持续，马克龙和爱尔兰总理利奥·瓦拉德卡表示，除非巴西承诺保护环境，否则拒绝通过贸易协定。芬兰财政部长米卡·林蒂莱向欧盟提议禁止从巴西进口牛肉，除非他们愿意采取措施阻止伐木。
8月22日，拉丁美洲主教会议称大火为“悲剧”，敦促联合国、国际社会和亚马逊国家政府“采取严肃的措施拯救地球之肺”。哥伦比亚总统伊万·杜克·马尔克斯表示希望将带头与其他亚马逊雨林国家签订保护协定，计划将这份文件成交给联合国大会。杜克表示：“我们必须明白，保护我们的地球母亲和我们的亚马逊雨林是一项责任，一项道義责任。”
美国总统唐纳德·特朗普提出采取巴西政府的立场，并表示美国政府不同意在巴西不在场的情况下讨论这个问题。特朗普本人缺席8月26日讨论大火和气候变化的环保峰会，但他们的顾问团列席了会议。
美国演员李奧納多・狄卡皮歐的环境保护组织地球联盟（Earth Alliance）宣布捐资500万美元给当地团体和土著民，帮助亚马逊，捐款的演艺圈明星还包括凡妮莎·哈金斯、拉娜·康多和日本音乐人Yoshiki。欧洲首富贝尔纳·阿尔诺的酩悦·轩尼诗－路易·威登集团捐资1100万美元帮助扑灭火灾。台湾裔美籍餐饮家黄颐铭宣布茹素食，而科勒·卡戴珊也号召她的Instagram粉丝食用植物制品。
联合国秘书长安东尼奥·古特雷斯表示：“在全球气候危机期间，我们不能让氧气和生物多样性的主要来源遭受更多的损害"。”
马克龙表示打算将在8月24日到26日在法国比亚里茨七国集团峰会上讨论巴西大火问题 。德国总理默克尔支持马克龙的决定，计划将议题列入七国集团议程。默克尔发言人表示：“亚马逊地区火灾的严重程度令人震惊和害怕，巴西和其他受影响的国家是这样，整个世界都是。”马克龙也表示，如果一个主权国家采取明显违背地球利益的具体行动，就需要制定保护热带雨林的国际法规。
峰会上，马克龙和智利总统塞巴斯蒂安·皮涅拉与其他国家谈判，向亚马逊国家提供2200万美元的紧急资金，协助对抗火灾。尽管协议最终达成，博索纳罗拒绝接收，表示马克龙的利益是保护法国在法属圭亚那的农业不受巴西竞争的影响。他批评马克龙时将亚马逊大火和法国2019年初的巴黎圣母院大火作比较，认为马克龙帮助国际社会之前，应该关心自己国家的火灾。受火灾影响最严重的巴西各州州长迫使博索纳罗接受所提供的援助。
博索纳罗于2019年8月29日宣布亚马逊雨林国家（除委内瑞拉）将于2019年9月6日在哥伦比亚举行峰会，共商救火对策。然而博索纳罗计划在星期日进行切口疝纠正手术，没有出席会议，改派埃内斯托·阿劳约出席，自己以视频通话参加会议。最终，与会国家签署协定，共同保护森林，联合防控火灾。

### 地方居民
至于土著民流离失所的问题，国际特赦组织强调了土著民土地保护政策的变化，考虑到他们对保护雨林所起到的关键作用，呼吁其他国家迫使巴西恢复这些权利。总部设于韦柳港的土著社区倡导团体Kanindé的创办人伊万艾德·本德拉·卡多佐（Ivaneide Bandeira Cardoso）认为，博索纳罗对今年亚马逊大火的升级负有直接责任。卡多佐表示亚马逊是贮存二氧化碳来减少气候变化效应的库，对全球生态系统起到关键作用，这场大火是“影响全人类的悲剧”。
2019年8月24日，巴西多个主要城市爆发示威，抗议政府救火不力。巴西驻伦敦、巴黎、墨西哥城和日内瓦等大使馆外也有类似示威。